# Palanca
|  | Per a altres significats, vegeu «Palanca (desambiguació)». |

Una palanca, alçaprem o perpal és una màquina simple composta per una barra rígida que pot girar lliurement entorn d'un punt de suport, o fulcre. Es pot utilitzar per a amplificar la força mecànica que s'aplica a un objecte, per a aixecar coses pesants o per a acréixer la distància recorreguda per un objecte en resposta a l'aplicació d'una força. S'empra en bon nombre d'oficis en la seva funció principal, servir per a alçapremar o apalancar o palanquejar, notablement per a fracturar un cadenat o una cadena.

## Etimologia
Palanca prové del llatí “palanga” i aquest terme del grec φάλαγξ, -γγος, garrot.
Alçaprem deriva de les dues accions combinades de “alçar” i “prémer”. “Alçapremar” indica sovint “usar un alçaprem”.
Perpal sembla derivar de “ferpal” que derivaria del llatí “ferri palum” o “ferro palo”, pal de ferro (documentat l'any 1299). Una altra opinió el faria derivar del portuguès ”prepal” (peça davant del pal o arbre d'una nau).

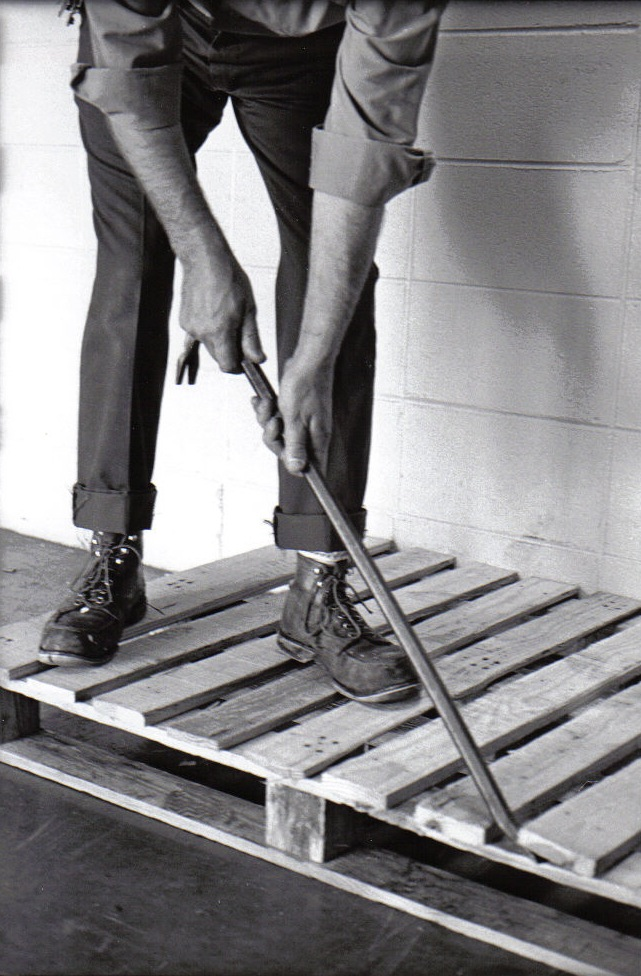
Figura 1. La palanca de mà és una eina simple, adaptada per a fer esforços més grans dels que es podrien fer amb les mans.

## Història

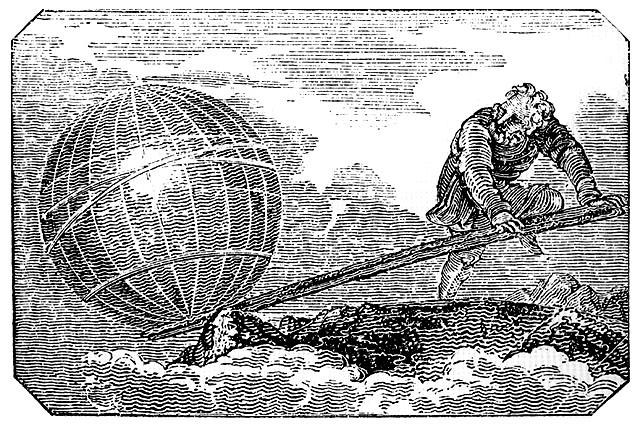
Figura 2. Dibuix d'Arquimedes que mou el món amb una palanca amb prou llargària, amb un punt de suport i situat a una distància prou gran per a bellugar-lo

El descobriment de la palanca i la seva adopció en la vida quotidiana de l'ésser humà probablement van ocórrer durant la prehistòria. El seu ús com a instrument de mesura sorgeix engir de l'any 5000 aC amb una mena de palanca simple
Les palanques com a instrument de mesura s'anaren perfeccionant fins al punt d'aconseguir aparells semblants a la romana d'avui dia. Segons,
la romana s'estengué a l'Orient i l'Índia segles abans de la formulació de les lleis de l'estàtica d'Arquimedes (287 aC), mentre que altres autors mencionen la invenció paral·lela de la romana per part dels romans al voltant de l'any 200 aC.
Aristòtil també va fer servir un exemple basat en palanques on s'especula que la cinemàtica de la palanca amb fulcre és anàloga a la del cercle. L'exemple es basava en el fet que a les palanques el braç més llarg es movia més ràpid i descrivia un cercle major. Així, tot el sòlid es movia més fàcilment a l'hora d'elevar una càrrega amb el braç curt. Aristòtil comprova així la igualtat entre els productes dels pesos per les velocitats.
En l'obra Qüestions mecàniques, d'Aristòtil o Pseudo-Aristòtil, algunes de les qüestions es relacionen amb la palanca. La número cinc parla del timó i l'arjau d'una nau. El timoner pot fer que el vaixell es mogui amb una força petita malgrat que una nau és molt més gran que una persona. Aquí cal relacionar la palanca de l'arjau sobre el timó –d'una banda- i de la força del timó sobre la palanca que forma el timó amb la pròpia nau. Altres qüestions tracten dels rems, de l'arbre d'una nau i la vela i de temes semblants.

L'obra anterior influí en filòsofs posteriors com Descartes.

El manuscrit més antic que es conserva, i que esmenta a la palanca, és part de la Sinagoga o Col·lecció Matemàtica de Papos d'Alexandria, una obra en vuit volums que es creu va ser escrita al voltant de l'any 340. Al volum VIII d'aquesta obra apareix la famosa cita d'Arquimedes: «Doneu-me un punt de suport, i mouré el món».
A Arquimedes se li atribueix la primera postulació matemàtica formal del principi de la palanca. Els ensenyaments transmesos pel grec al volum I de la seua obra “De l'equilibri dels plans”, van aprofitar-se sense variacions durant segles fins que algú va aprofundir sobre la base establerta pels estudis d'Arquimedes. A aquesta obra es desprenen els postulats de l'equilibri de sòlids al pla i es donen diverses proposicions aplicables. En aquest cas les proposicions 6 i 7 són referides a la palanca, on se sol dir que s'expressa la llei de la palanca.
Encara que les teories no van prosperar, són destacables els avenços a la tècnica de les balances de braços iguals, que a l'edat mitjana van perfeccionar l'aparell gràcies a la millora dels eixos, que eren més refinats gràcies a la incorporació d'un clau o un boló travessat i subjectat gràcies a una forquilla.
En l'àmbit dels avenços a la teoria de la palanca, s'hagué d'esperar a Leonardo da Vinci, que va estudiar les diferents geometries d'aquesta. Da Vinci va introduir la palanca obliqua. A da Vinci se li atribueixen els notables treballs que encara avui dia continuen vigents, en el principi de la palanca amb aplicacions per a balances amb palanca de plataforma i també amb palanca múltiple articulada. També és remarcable la tasca del geni en introduir la balança indicadora.
El concepte de concatenació de palanques en sèrie fou introduït el 1743, per l'anglès John Wyatt, concepte que s'aprofità per a construir algunes màquines amb palanques compostes que permetien incrementar l'avantatge mecànic o bé disposar de mecanismes més complexos basats en la palanca. La màquina de Wyatt es basava en un conjunt de palanques que sostenien una plataforma a un dels extrems. Es tractava d'un instrument de mesura que aprofitava la composició de palanques per tal d'obtenir unes mesures més correctes i un sistema més eficient.

## Principi de la palanca

Figura 3. Diagrama de forces i distàncies dels braços d'una palanca de primer tipus.

El principi o llei de la palanca és el següent: 
| « | Una palanca està en equilibri quan el moment de força total cap a l'esquerra és igual al moment de força total cap a la dreta. | » |

En física, el moment és el producte de la força aplicada per la distància entre el punt d'aplicació i el punt de rotació del cos. En una palanca, la distància entre el fulcre i el punt d'aplicació d'una força es denomina «braç de palanca». Així, el principi de la palanca afirma que una força petita pot estar en equilibri amb una força gran si la proporció entre els braços de palanca d'ambdues forces és l'adequada.
En la forma més comuna d'ús de la palanca es considera únicament a dues forces: una càrrega o resistència, que sol ser el pes d'un objecte que es desitja moure; i una potència, que és la força que s'exerceix per a causar el moviment. En aquesta situació particular, el principi de la palanca es pot expressar com una senzilla equació: 

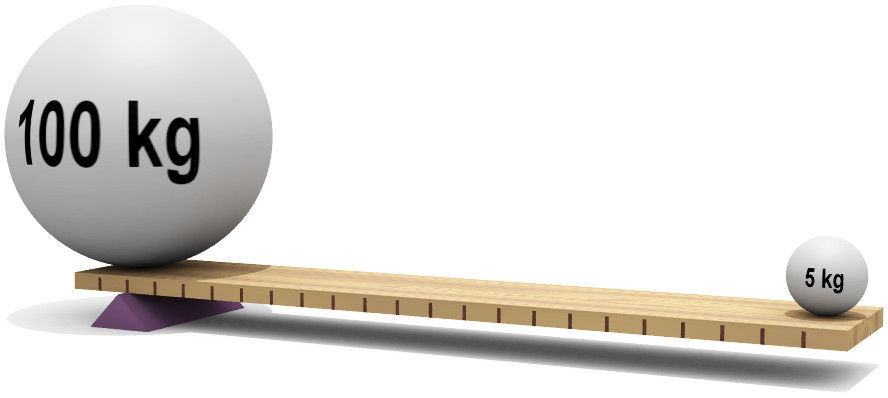
Figura 4. Exemple de palanca en equilibri, on la relació entre braços ha de ser de 20:1 a favor de la massa de 5 kg per tal de mantenir-se en equilibri estàtic.

{\displaystyle F_{p}\cdot B_{p}=F_{r}\cdot B_{r}}
On {\displaystyle F_{p}} i {\displaystyle F_{r}} són les forces de potència i resistència, respectivament; i {\displaystyle B_{p}} i {\displaystyle B_{r}} els seus respectius braços de palanca. Aquestes forces de potència i de resistència són, en aquest cas, perpendiculars a la palanca. Si es donés el cas que les forces tinguessin component no nul en direcció paral·lela a la palanca, aquesta contribució no donaria moment respecte del suport i suposarien una càrrega que tractaria de desplaçar la palanca horitzontalment.
És important notar que, per geometria, els moviments de palanques en elevar càrregues fan que els recorreguts del moviment de punta de palanca siguen proporcionals a la relació entre distàncies al punt de suport. Això, juntament amb la llei de la palanca assegura la conservació de l'energia, ja que el treball emprat per elevar la càrrega és igual a l'increment de l'energia potencial.

### Estudi estàtic detallat

Figura 5. Esquema de les forces d'una palanca representades per al cas general.

Vectorialment, de la generació de moments al voltant del punt O es mostra a la figura, es desprenen dos equacions vectorials, a causa de les lleis d'equilibri generals d'un sòlid: 
1. La resultant vectorial de potència i resistència és igual i oposada a la reacció en el fulcre
2. La resultant vectorial de moments al sòlid ha de ser nul·la.

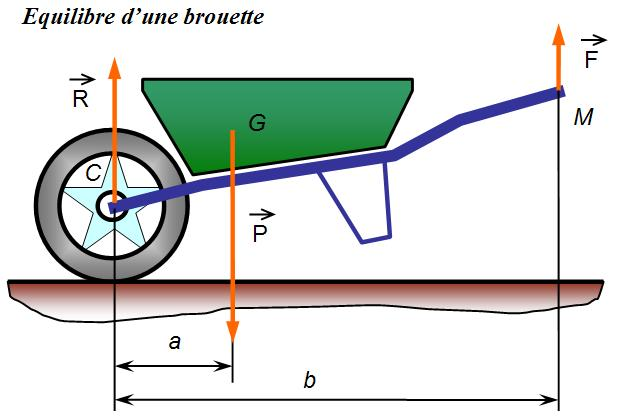
Figura 6. Exemple d'equilibri d'un bolquet o carretó, amb la roda com a punt de suport, la càrrega a la caixa i la força de potència F en direcció vertical oposant-se a l'acceleració de la gravetat.

- Per una banda, la suma vectorial de les resultants del sistema de forces ha de ser:

{\displaystyle {\vec {F_{1}}}+{\vec {F_{2}}}+{\vec {R}}={\vec {0}}}
Que per al cas particular de forces perpendiculars al braç de la palanca, es tracta d'un sistema de forces en la mateixa direcció que l'eix y : 
{\displaystyle -F_{1}-F_{2}+R=0\,} (1)
- Prenent moments al voltant de o :

{\displaystyle {\mathcal {M}}_{o}({\vec {F_{1}}})+{\mathcal {M}}_{o}({\vec {F_{2}}})={\vec {0}}}
{\displaystyle \Leftrightarrow {\vec {OA}}\wedge {\vec {F_{1}}}+{\vec {OB}}\wedge {\vec {F_{2}}}={\vec {0}}}
{\displaystyle \Leftrightarrow -(B_{1}\cdot {\vec {i}})\wedge -(F_{1}\cdot {\vec {j}})+(B_{2}\cdot {\vec {i}})\wedge -(F_{2}\cdot {\vec {j}})={\vec {0}}}
{\displaystyle \Leftrightarrow F_{1}\cdot B_{1}\cdot {\vec {k}}-F_{2}\cdot B_{2}\cdot {\vec {k}}={\vec {0}}\,}
Finalment, el moment d'aquestes forces és un vector en la direcció de l'eix z, de magnitud igual a: 
{\displaystyle F_{1}\cdot B_{1}-F_{2}\cdot B_{2}=0\,}
Que s'escriu més fàcilment de la següent manera : 
{\displaystyle F_{1}\cdot B_{1}=F_{2}\cdot B_{2}}
o bé 
{\displaystyle {\frac {F_{1}}{F_{2}}}={\frac {B_{2}}{B_{1}}}}.
S'ha de notar que : 
- La relació entre les llargàries de braços és inversa a la relació de les magnituds de les forces.
- L'equació (1) permet calcular l'esforç suportat pel fulcre.
- F1/F₂ és l'avantatge mecànic ideal del mecanisme.

En el cas de considerar que la palanca té un pes a tenir en compte, s'hauria de situar aquesta força al centre de gravetat de la palanca, de manera que siga una de les forces addicionals a tenir en compte tant a l'equilibri de forces com al de moments.

### Estudi cinemàtic

Figura 7. Diagrama de desplaçaments per a palanques simples. Es mostren els triangles semblants que resulten amb la figura geomètrica del desplaçament vertical, del braç abans de desplaçar-se i de la posició final del braç. Notar que els dos triangles són semblants i, per tant, la proporció entre els seus costats és igual per als dos.

Al tractar-se la palanca d'un cos rígid, es pot estudiar fàcilment la correspondència entre els moviments d'un braç i de l'altre. En efecte, es pot veure a la figura, un diagrama amb el cas general i simplificat de moviment dels dos braços de palanca, al qual se suposa que els petits moviments de palanques esveltes són en direcció vertical, per tal de simplificar.
S'han dibuixat doncs, un parell de vectors desplaçament, amb magnituds δ1 i δ₂, en la mateixa direcció i amb sentits oposats.
Les magnituds d'aquestos dos vectors es desprenen directament del teorema de Tales, que es pot veure a:
{\displaystyle {\frac {\delta _{P}}{\delta _{R}}}={\frac {B_{P}}{B_{R}}}}
També pot ser útil escriure aquesta relació com a relació de proporcionalitat de desplaçaments, ja que el coeficient BP/BR sol ser constant amb la disposició de la palanca. Es pot expressar aquesta proporcionalitat com: 
{\displaystyle {\delta _{P}}={\delta _{R}}\cdot {\frac {B_{P}}{B_{R}}}}
O també com: 
{\displaystyle {\delta _{R}}={\delta _{P}}\cdot {\frac {B_{R}}{B_{P}}}}
Que també es pot traslladar al cas de velocitats i d'acceleracions, ja que aquestes magnituds serien ritmes de canvi de la magnitud desplaçament. Això es pot veure molt fàcilment als trabuquets emprats durant l'edat mitjana, ja que es tracta d'un tipus de palanca amb una càrrega a un costat i un contrapès de potència a l'altre, on l'acceleració del contrapès (que no cau lliurement, ja que la caiguda és atenuada per la resistència) és proporcional a l'acceleració de la càrrega.
Una qüestió important al funcionament de palanques que se'n deriva de l'anterior estudi és la variació del plantejament amb moments de forces a causa de la inclinació de la palanca. La situació anterior suposava moviments perpendiculars dels braços de palanca. En realitat la palanca es mou com un sòlid rígid en rotació al voltant d'un punt, amb moviments circulars al voltant d'aquest punt. Això fa que el punt d'aplicació de la palanca també varie. Tot i això, es veurà que la variació de la situació de la línia d'acció de les forces aplicades (potència i resistència) serà molt minsa i no afecta gaire a la suma de moments. Per això, es considerarà ací per tal de no deixar de costat aquesta suposició més propera a la realitat.
Si se suposara un cert moviment angular de la palanca com a sòlid rígid al voltant del seu fulcre, es tindrien diferents llocs per al punt d'aplicació de les forces d'actuació. A partir d'ací es poden donar diferents casos relatius a l'orientació i la magnitud dels vectors de potència:

Figura 8. Diagrama dels desplaçaments causats per una força de potència F₂ aplicada al braç de potència. Notar que totes les forces i les seues línies d'acció queden situades en la mateixa orientació (vertical) que s'hauria suposat amb angle alpha=0.

- Suposant que ni la magnitud ni l'orientació d'aquestes forces es veu afectada pel canvi (vegeu Figura 8) és evident que l'única variació seria la de la línia d'acció de les forces a causa del moviment de la palanca. Ara, la distància d'aquesta línia d'acció respecte al punt és directament dependent del braç de la palanca a cada costat i del cosinus de l'angle α que s'ha mogut:

{\displaystyle L=B\cdot \cos {\alpha }}
On L és la distància entre la línia d'acció de la força i el punt de suport o fulcre.
L'anterior equació serveix per tal de modificar les equacions de l'anterior apartat i amb això poder veure si l'equilibri amb les suposicions anteriors s'acompleix de la mateixa manera que per al cas particular analitzat amb α=0. Així doncs:
{\displaystyle F_{1}\cdot (B_{1}\cdot \cos {\alpha })=F_{2}\cdot (B_{2}\cdot \cos {\alpha })}
On {\displaystyle \cos {\alpha }} és el mateix als dos costats i, per tant, es pot eliminar, quedant la mateixa equació d'equilibri plantejada a l'apartat de l'estudi estàtic:
{\displaystyle F_{1}\cdot B_{1}=F_{2}\cdot B_{2}}

Figura 9. Diagrama dels desplaçaments causats per una força de potència F₂ aplicada al braç de potència. Notar que la força de potència és sempre perpendicular al braç de potència per a qualsevol cas d'angle d'inclinació.

- Suposant que l'orientació de la força de potència es manté perpendicular al braç de potència, el braç de la força que genera el moment no disminueix afectat pel {\displaystyle \cos {\alpha }} anterior, mentre que la força de la càrrega sí que sol romandre paral·lela a l'acció de la gravetat en el cas més general amb aplicació a l'elevació de càrregues. Amb aquestes suposicions, l'equació de moments igualada és la següent (vegeu Figura 9):

{\displaystyle F_{1}\cdot (B_{1}\cdot \cos {\alpha })=F_{2}\cdot B_{2}}
És evident, que hi ha una petita variació a l'equilibri de forces. L'efecte sobre l'actuació del mecanisme de palanca simple és el de anar augmentant gradualment l'avantatge mecànic conforme l'angle α va augmentant i es va allunyant de zero. Això s'expressa amb equacions de la següent manera:
{\displaystyle {\frac {F_{1}}{F_{2}}}={\frac {B_{2}}{B_{1}\cdot cos{\alpha }}}}
Aquesta relació, encara i tot, es pot obviar per a variacions sensibles de l'angle de gir, ja que per als angles petits, el cosinus d'aquests és aproximadament igual a 1, cosa que pot dur a l'eliminació d'aquest factor a l'anterior equació.

### Aspectes energètics

Figura 10. Esquema d'una palanca per fer un estudi del treball a causa dels desplaçaments, amb les forces d'una palanca representades per al cas general.

La palanca respecta el principi de la conservació de l'energia.
Al punt B, el treball de potència aplicat és {\displaystyle {\mathcal {W}}_{B}=F_{2}\cdot \delta _{2}}.
El treball transmès al punt A és {\displaystyle {\mathcal {W}}_{A}=F_{1}\cdot \delta _{1}}.
Així doncs, es té que {\displaystyle \delta _{1}={\frac {B_{1}}{B_{2}}}\cdot \delta _{2}} i que {\displaystyle F_{1}={\frac {B_{2}}{B_{1}}}\cdot F_{2}}.
On {\displaystyle {\mathcal {W}}_{A}=F_{1}\cdot V_{1}={\frac {L_{2}}{L_{1}}}\cdot {\frac {L_{1}}{L_{2}}}\cdot F_{2}\cdot V_{2}=F_{2}\cdot V_{2}={\mathcal {W}}_{B}}.
Suposant rendiment ideal, aquest aparell transmetria tot el treball aplicat al punt B com si l'apliqués al punt A.
A la pràctica, una petita part del treball es degrada en forma de calor o de vibracions sonores al fulcre. Per tenir-les en compte hauria de conèixer el rendiment global d'aquesta màquina mitjançant experiments.
A partir del principi de la conservació de l'energia (ací es conserven energies degudes al treball mecànic) es poden tornar a desprendre les equacions de la palanca, especialment el fet que la relació de forces aplicada és la inversa de la relació de braços de la palanca.

#### Treballs virtuals
Segons el principi dels treballs virtuals, la geometria de l'estructura pot considerar-se invariable sempre que els desplaçaments siguen petits. Es denota una quantitat infinitesimal amb el signe {\displaystyle \delta }, per expressar variacions en una funció de camí. Es denota cada desplaçament anteriorment estudiat δ1 i δ₂ en majúscula: Δ1 i Δ₂, per tal de no confondre'ls amb la notació infinitesimal i se situa el punt 1 a l'A i el punt 2 a la B.
Al desplaçament 1, el treball virtual és de {\displaystyle \delta W_{1}=F_{1}\cdot \delta \Delta _{2}}.
El treball virtual a 2 és {\displaystyle \delta W_{2}=F_{2}\cdot \delta \Delta _{1}}.
Com l'estructura no treballa mentre es troba en repòs, es poden igualar ambdós treballs virtuals, així doncs {\displaystyle F_{1}\cdot \delta \Delta _{1}=F_{2}\cdot \delta \Delta _{2}}.
D'aquesta equació es desprèn que els desplaçaments dels punts 1 i 2 es troben lligats per la geometria de l'estructura. Si es considerés que els braços romanen perfectament rígids, aleshores, {\displaystyle B_{1}\cdot \delta \Delta _{1}=B_{2}\cdot \delta \Delta _{2}}.
I també {\displaystyle B_{1}\cdot F_{1}=F_{2}\cdot B_{2}}.

### Palanques compostes
Una palanca composta és un sistema de palanques que es connecten mitjançant alguna mena de lligam. Cada palanca del sistema de palanques té una o dues restriccions al moviment, ja que es pot trobar unida per un o pels dos costats a una o altres palanques per tal d'aconseguir un major avantatge mecànic.
L'avantatge mecànic d'una palanca simple qualsevol ja s'ha vist a la part de l'estudi estàtic que era:
{\displaystyle i_{P}={\frac {F_{1}}{F_{2}}}={\frac {B_{2}}{B_{1}}}}
Si amb aquesta palanca, se'n combinara una altra, de manera que F1 fos ara la força de potència de la nova palanca situada en sèrie, aleshores s'aconseguiria un nou avantatge mecànic a causa de l'ús de la força F1 amb una càrrega qualsevol FR al final de la nova palanca, que tornaria a dependre de la geometria de la nova palanca segons les llargàries dels seus braços.
Així doncs, s'aconseguiria un avantatge mecànic del sistema compost igual a:
{\displaystyle i_{C}={\frac {F_{R}}{F_{2}}}={\frac {F_{R}}{F_{1}}}\cdot {\frac {F_{1}}{F_{2}}}}

Figura 11. Sistema de palanques compost. Forces i llargàries de braços involucrades amb les forces d'interacció resultants: La resistència i la potència.

És a dir, el producte dels avantatges mecànics a causa de la geometria i càrregues de cada palanca.
En el cas general que es pot veure a la Figura 11, un sistema pot compondre-se de n palanques, de manera que s'obtinga l'avantatge mecànic desitjat. Si se segueix el procediment anterior, l'avantatge mecànic compost es pot traduir en el producte dels avantatges mecànics deguts a les geometries dels 2n braços del sistema de palanques. D'aquesta manera es dedueix la següent expressió:
{\displaystyle i_{C}={\frac {F_{R1}}{F_{(2n-1)-P}}}={\frac {F_{R1}}{F_{23}}}\cdot {\frac {F_{23}}{F_{45}}}\cdot ...\cdot {\frac {F_{(2n-2)-(2n-1)}}{F_{(2n-1)-P}}}={\frac {B_{2}}{B_{1}}}\cdot {\frac {B_{4}}{B_{3}}}\cdot ...\cdot {\frac {B_{(2n)}}{B_{(2n-1)}}}} (2)
On:
- Bi representa cada braç de les n palanques del sistema, tenint en compte que cada palanca té dos braços, es tenen 2n braços en total.
- F(i-1)i representa la força transmesa per un braç de palanca a l'altre braç o bé les interaccions amb la resistència i la potència als dos extrems.
- iC és l'avantatge mecànic del sistema de palanques.

Aquesta expressió és equivalent a la que feu George Payn Quackenbos el 1859 a una obra dedicada a l'estudi de les palanques compostes:
Als sistemes compostos de palanques, l'equilibri s'estableix quan la força de potència multiplicada pels primers braços de totes les palanques és igual a la resistència multiplicada pels últims braços de cadascuna de les palanques
En efecte, a l'apartat estudiat, els primers braços de les palanques són els braços parells, mentre que els últims braços són els braços senars, acomplint d'aquesta manera l'equació (2).

## Tipus de palanques
És convenció dividir a les palanques en tres tipus o gèneres, depenent de la posició relativa del fulcre i els punts d'aplicació de les forces de potència i de resistència. El principi de la palanca és vàlid indistintament del tipus, però l'efecte i forma d'ús de cada tipus de palanca canvia considerablement.

### Palanca de primer tipus

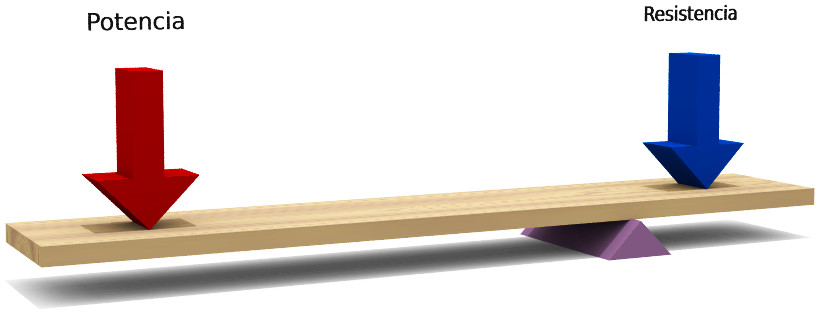
Figura 12. Palanca de primer tipus

En la palanca de primer tipus, el fulcre es troba en un punt intermedi entre les forces de potència i de resistència.
Exemples d'aquest tipus de palanca són: 
1. El balancí o "puja i baixa".
2. Les tenalles.
3. Les tisores
4. El trabuquet.

### Palanca de segon tipus

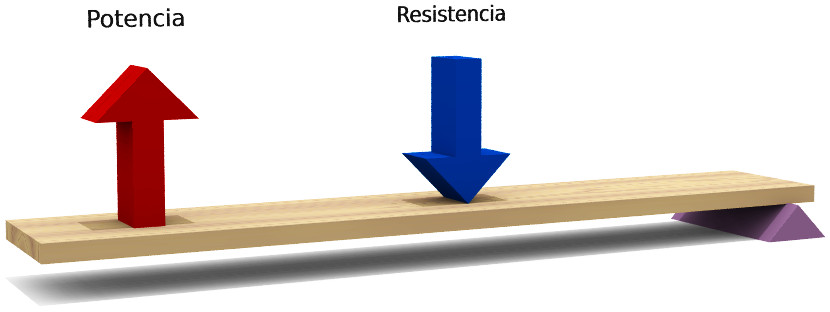
Figura 13. Palanca de segon tipus

En la palanca de segon tipus, la força de resistència es troba entre el fulcre i la força de potència. En aquest cas la força aplicada és menor que la càrrega, aconseguint així un avantatge mecànic.
Exemples d'aquest tipus de palanca són: 
1. El carretó.
2. El trencanous.
3. Les claus angleses.
4. Els llevataps.
5. Els rems

### Palanca de tercer tipus

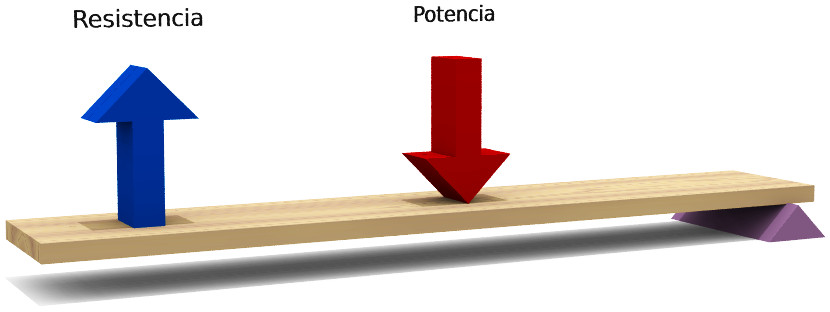
Figura 14. Palanca de tercer tipus

En la palanca de tercer tipus, la força de potència es troba entre el fulcre i la força de resistència. El tercer tipus és notable perquè la força aplicada ha de ser major que la força que es requeriria per a moure l'objecte sense la palanca. Aquest tipus de palanques s'utilitza quan el que cal és amplificar la distància que l'objecte recorre.
Exemples d'aquest tipus de palanca són: 
1. Les pinces per al pa, per al gel o per a depilar.
2. El braç humà (quan dobleguem el colze, el fulcre és el colze, la força de potència l'exerceix el bíceps i la força de resistència és el pes del braç).
3. La mandíbula humana.
4. El bat de beisbol.
5. L'escombra.
6. La canya de pescar.
7. Un stick d'hoquei.
8. El tallaungles.
9. El martell.

## Ús de la palanca
Les palanques es fan servir, en els seus diferents formats, a múltiples aplicacions de la vida quotidiana i també al disseny de les màquines més sofisticades. Aquesta màquina pot fer-se servir per aplicacions tan senzilles com moure una pedra amb la força humana.

### Instruments de mesura

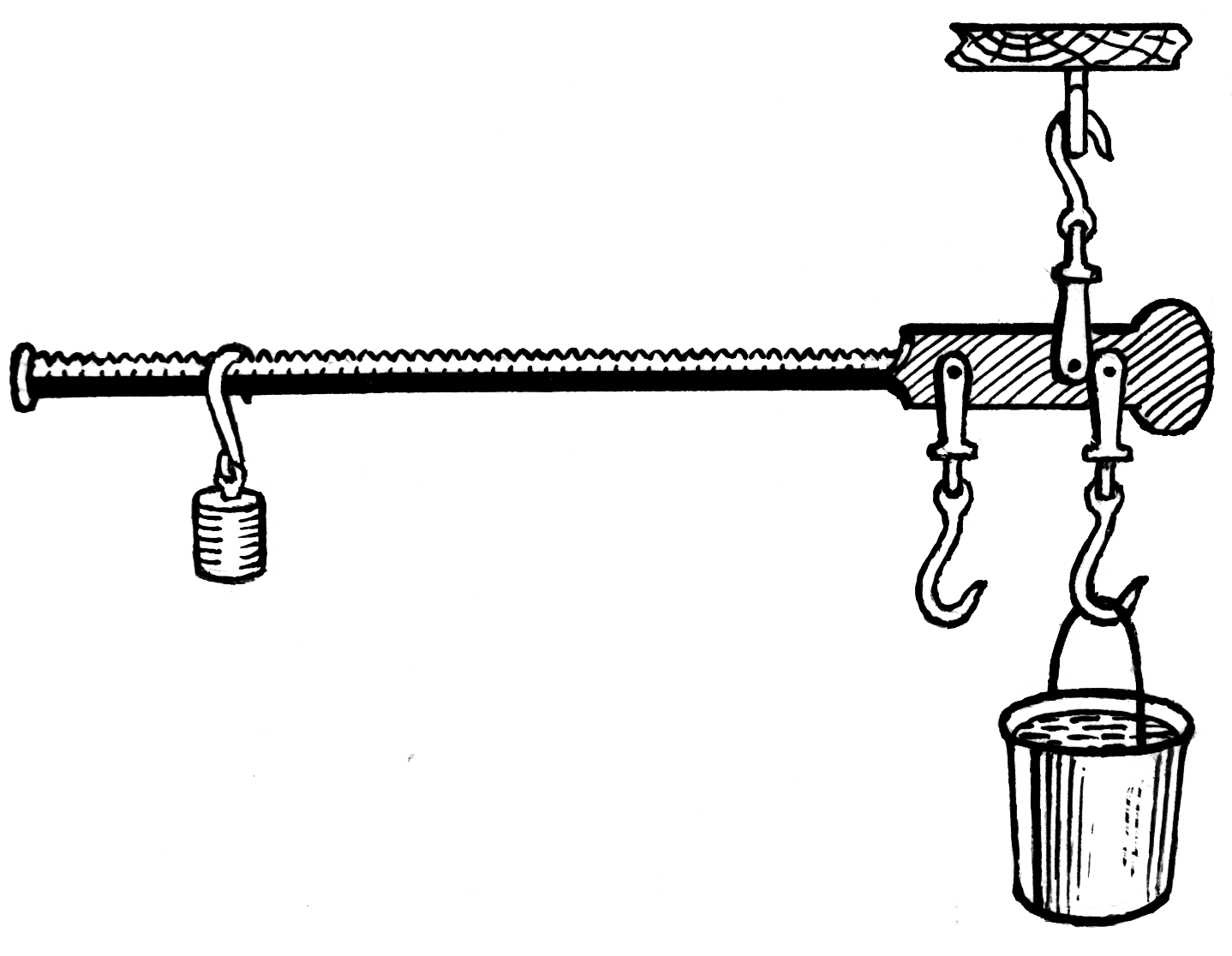
Figura 14. Dibuix d'una romana per tal de mesurar pesos gràcies al principi de la palanca

És notable l'aplicació de la palanca als instruments de mesura, que és deguda a l'equilibri de càrregues que dona la palanca per a una configuració del fulcre determinada. Els instruments més comuns són: 
- La balança: Es tracta d'una palanca de primer tipus que té igual llargària als dos braços i que serveix, per tant, per pesar amb càrregues iguals o similars.
- La romana: És una palanca de primer tipus a la qual es pot variar el punt d'aplicació de la força de potència.

### Maquinària d'elevació i transport

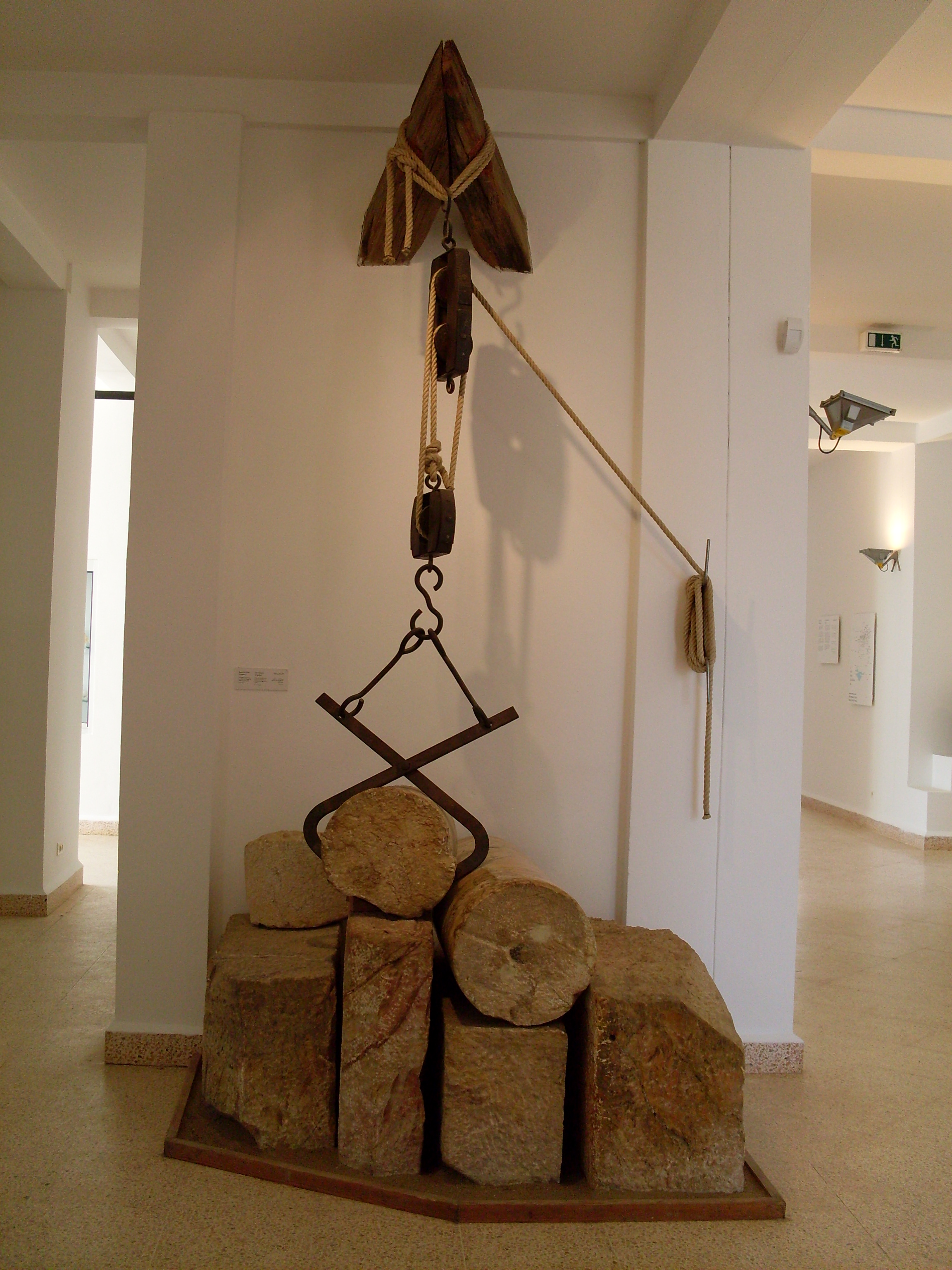
Figura 15. Estri en forma de pinça per tal d'elevar troncs.

Degut a la seua condició d'augmentar les forces segons la construcció del mecanisme sovintment es fan servir per a elevar càrregues a qualsevol tipus d'obres.
Una aplicació de palanca de primer tipus és la de les pinces per tal de manipular objectes a les obres. Amb les pinces, la força de tancament la proporciona el mateix pes de la càrrega en elevar-se. La màquina es dissenya de tal manera que el mateix pes es transforma en força que tendeix a tancar la pinça, de manera que s'incrementa el coeficient de fricció µ de la superfície d'enganxament amb l'objecte.

### Palanca de canvi
Destaca l'ús de la palanca com a instrument per al canvi de configuració de mecanismes, ja que es troba ben sovint a les aplicacions amb vehicles.
Normalment, aquestes palanques solen canviar la geometria d'un altre mecanisme, que variarà en la seua funcionalitat després del canvi. Es poden veure diferents usos segons el mitjà utilitzat:
- A l'automoció es fan servir palanques de canvi de marxes, per tal d'escollir el grup reductor (parell d'engranatges) amb què s'engrana directament l'eix motor. Les palanques es fan servir tant als automòbils com a les motocicletes.
- A l'aeronàutica es fa servir la palanca del timó de direcció, que és un dispositiu que permet aconseguir avantatge mecànic amb una geometria de palanca que el pilot pot moure amb els peus. Aquesta palanca es pot lligar mitjançant cables amb una altra palanca que transmet el parell torsor al timó de direcció de l'aeronau.[14] Es tracta d'un bon exemple de palanca composta que pot aplicar-se a les petites aeronaus com a actuador mecànic.
- Al món ferroviari es fan servir palanques de canvi de via, que serveixen per a variar la geometria de les vies del ferrocarril de manera manual.

### Artilleria
La palanca és un mecanisme molt utilitzat als aparells de guerra, formant part de mecanismes molt complexos amb una o diverses palanques. Podia fer-se servir per a donar suport logístic a les operacions tàctiques, donant servei a les operacions amb muntatges de fusta o càrregues de canons o les seues curenyes, encara que també s'han fet servir les palanques com a mecanisme principal d'armes tals com els trabuquets. Alguns tipus de ballesta es paraven mitjançant una palanca. N'hi havia que funcionaven estirant i d'altres que actuaven empenyent. Un sistema semblant és el que usen per a carregar algunes escopetes o carrabines d'aire comprimit.

### Altres
- Altres usos a la mecànica.
- Als instruments musicals de teclat.
- Als estris manuals.
- En la nàutica hi ha una "palanca" basada en la politja que és una corda que ajuda a la maniobra de la vela. També hi ha el "palanquí" que usa un sistema de politges per a treure la barca de l'aigua. I un altre "palanquí" de politges per a ajudar a controlar el timó.